# François-Anne-Jacques Bouron
Pour les articles homonymes, voir Bouron (homonymie).
François Anne Jacques Bouron est un homme politique français né le 2 octobre 1752 à Saint-Laurent-de-la-Salle (Vendée) et décédé le 30 avril 1832 à Bazoges-en-Pareds (Vendée).
Avocat du roi à la sénéchaussée de Fontenay-le-Comte, il est délégué du tiers état à l'assemblée provinciale du Poitou en 1787, puis député du tiers état aux États généraux de 1789 et siège dans la majorité. Il devient ensuite haut-juré de la Vendée, puis procureur syndic du département en 1792. 
Le 11 mai 1800, le gouvernement de Napoléon le nomme juge au tribunal d'appel de la Vendée. Le 3 juin suivant, Louis Bonaparte, ministre de l'Intérieur, le place au conseil de la préfecture du département. Le 12 juin 1804, François-Anne-Jacques Bouron est fait Chevalier de la Légion d'Honneur 
A la restauration, il est nommé en 1818 conseiller honoraire de la cour royale de Poitiers .

## Sources
- « François-Anne-Jacques Bouron », dans Adolphe Robert et Gaston Cougny, Dictionnaire des parlementaires français, Edgar Bourloton, 1889-1891 [détail de l’édition]